# Cerambyx welensii
Cerambyx welensii  (лат.) — вид жуков-усачей из подсемейства собственно усачей. Распространён в Европе, Марокко, Тунисе и Турции. Кормовыми растениями личинок являются некоторые виды дуба — дуб пушистый, дуб каменный и дуб пробковый.